# Pierre Matignon
Pierre Matignon (Les Verchers-sur-Layon, 11 de febrer de 1943 - Saint-Michel-de-Chavaignes, 1 de novembre de 1987) va ser un ciclista francès, que fou professional entre 1969 i 1972. El seu principal èxit esportiu fou una etapa al Tour de França de 1969.

## Palmarès
- 1962
  - Vencedor d'una etapa al Tour de l'Avenir
- 1964
  - 1r al Circuit de les dues províncies
- 1966
  - 1r al Circuit de La Sarthe
  - 1r al Circuit de les dues províncies
  - 1r a Brigueil-le-Chantre
- 1969
  - Vencedor d'una etapa al Tour de França

### Resultats al Tour de França
- 1969. 85è de la classificació general. Vencedor d'una etapa
- 1972. 75è de la classificació general